# Seminario Mayor de Medellín
El Seminario Mayor del Sagrado Corazón de Jesús conocido también como Seminario Conciliar de Medellín, es un centro de formación sacerdotal católico, perteneciente a la Arquidiócesis de Medellín, fue establecido en 1830 por Monseñor Mariano Garnica y Orjuela primer obispo de Antioquia, por lo cual el seminario es más antiguo que la propia sede episcopal de Medellín.
En 1828 Garnica y Orjuela, tomó posesión de la diócesis de Antioquia y el 18 de abril de 1830 inauguró oficialmente el seminario bajo el patronato de Santo Tomás de Aquino. En 1836, Monseñor Juan de la Cruz Gómez Plata, segundo obispo de Antioquia, decidió darle al seminario el carácter de Colegio-Seminario que abrió el 4 de septiembre del mismo año y le dio el nombre de San Fernando. Tiempo después, Monseñor Domingo Antonio Riaño, tercer obispo de Antioquia, le cambio el nombre al Seminario por el del Sagrado Corazón de Jesús el 5 de enero de 1859 y le dio escudo.
El papa Pío IX, el 14 de febrero de 1868, decretó la extinción de la Silla Episcopal de Antioquia y la erección de la Silla Episcopal de Medellín. Su primer obispo fue Valerio Antonio Jiménez, quien por medio del decreto del 30 de noviembre de 1868 ordenó el traslado del Seminario del Sagrado Corazón de Jesús a la ciudad de Medellín. El Seminario que ya tenía sus raíces históricas en Santa Fe de Antioquia no se disuelve, sino se traslada con su patrimonio.
La sede actual es un campus ubicado en el oriente de la ciudad de Medellín, en el sector llamado Loreto, fue construido entre 1960 y 1962 por el rector Mons. Eugenio Restrepo Uribe durante la administración episcopal de Monseñor Tulio Botero Salazar, arzobispo de Medellín, y con planos del arquitecto Nel Rodríguez. La sede es un complejo arquitectónico rodeado de zonas verdes, cuenta con 20.000 m² de área construida y tiene capacidad para 250 seminaristas. El máximo regente del Seminario es el Arzobispo de Medellín.

## Historia
Casi desde la fundación (1541) de la ciudad de Antioquia (hoy Santa Fe de Antioquia), capital de la provincia homónima surgió el deseo que fuera sede diocesana. Finalmente, luego de varios intentos, el 31 de agosto de 1804 el Papa Pío VII erigió la diócesis de Antioquia desmembrando la mayor parte de ella de la diócesis de Popayán, y en extensión más pequeña de las diócesis de Santa Fe de Bogotá y de Cartagena. Pero no fue hasta 1827 que se designó como su primer obispo a Mariano Garnica y Orjuela, de la orden de Santo Domingo, quien fue consagrado el 23 de mayo de 1828 y tomó posesión de su Sede el primero de julio del mismo año. Garnica instaló el Capítulo, dictó normas para la organización de la diócesis, entre ellas el reglamento para la catedral t creó varias parroquias. 

El 18 de abril de 1830 inauguró oficialmente el seminario bajo el patronato de Santo Tomás de Aquino, si bien el establecimiento ya funcionaba desde el 25 de marzo anterior. El acto de erección se efectuó en la Iglesia de Santa Bárbara (que servía de catedral provisional), fue precedido por el Obispo Fray Mariano Garnica, con asistencia del Cabildo catedralicio, la municipalidad y un gran número de fieles. La erección fue hecha siguiendo las normas dadas por el Concilio de Trento, y después de obtener la aprobación del gobierno nacional, sobre todo del Presidente - dictador Simón Bolívar. Nombró el Obispo la junta de “diputados conciliares” que debía encargarse del seminario, y la constituyó con el presbítero José María Herrera, a quien encargó la dirección o rectoría; con el presbítero José Sarrazola, representante elegido por el cabildo y el clero de la ciudad; con el deán José Félix Mejía y el párroco de la catedral José María Restrepo.

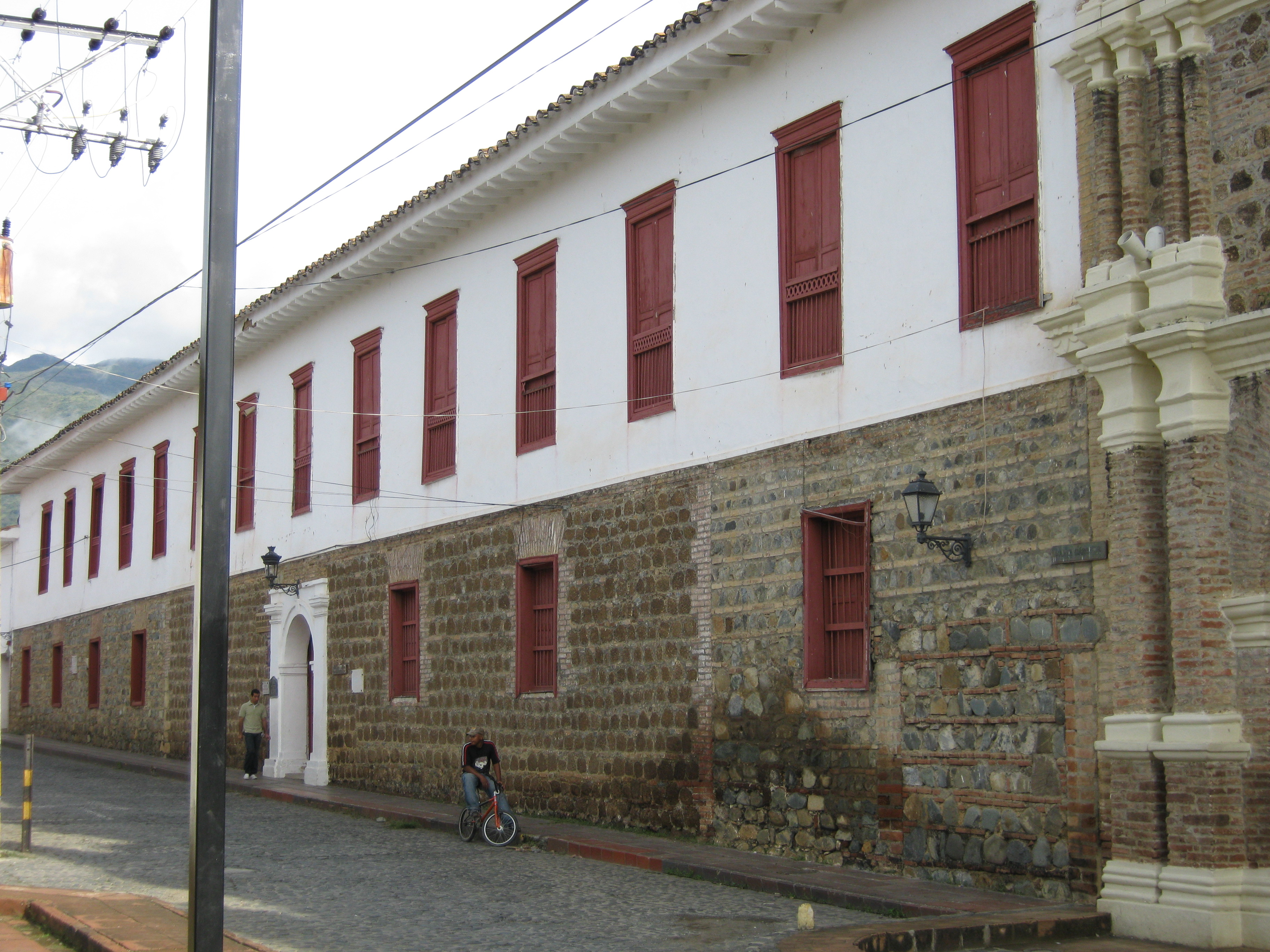
Antiguo local del seminario en Santa Fe de Antioquia, actualmente es la sede del Museo de Arte Religioso.

Empezó a funcionar el Seminario en la antigua casona contigua a la Iglesia de Santa Bárbara que había sido Colegio Jesuitas expulsados de la ciudad y de Nueva Granada por la antirreligiosa pragmática del rey Carlos III, en 1767. 
En 1836, Juan de la Cruz Gómez Plata segundo obispo de Antioquia, resolvió darle el carácter de Colegio-Seminario que abrió el 4 de septiembre del mismo año y le dio el título de San Fernando. Creció tanto el personal del Colegio-Seminario, que Gómez Plata resolvió construir en la parte que daba a la calle un segundo piso, sobre el primero de la antigua casona de los padres Jesuitas. Sobre él escribió un antiguo publicista “El colegio Seminario de Antioquia llegó a emular con los colegios de Nuestra Señora del Rosario y San Bartolomé de Bogotá”. También le adiciono estudios civiles o profanos de jurisprudencia y medicina y pensó traer a los Jesuitas para su dirección.
Domingo Antonio Riaño, que se había posesionado de la diócesis en noviembre de 1855, le cambio el título por el del Sagrado Corazón de Jesús el 5 de enero de 1859 y le dio escudo. Se enfocó en el mejoramiento del seminario, especialmente con la ampliación de la edificación, al que le añadió el segundo piso en la parte posterior completando así la reforma empezada por su antecesor, lo dotó de mobiliario y otros elementos, como también de ingresos. Lo organizó sin intervención del gobierno, pues 1853 se impuesto la separación de la Iglesia y el Estado, o sea el fin del Patronato, que había regulado las relaciones entre la Iglesia y el Estado desde la época de la Colonia. Además, en 1856 la provincia de Antioquia pasa a llamarse Estado Soberano de Antioquia y su capital es, desde 1826, la ciudad de Medellín.
En este tiempo la tensión político-religiosa obligaron a las vocaciones sacerdotales, buscar su ordenación a Bogotá por el destierro del Obispo Riaño que fue en 1865, en consecuencia cerro también el Seminario; desde su destierro a Ibarra, Ecuador, monseñor Riaño dio un decreto el 7 de agosto de 1865 ordenando la apertura del Colegio-Seminario del Sagrado Corazón de Jesús, nombró rector a Lino Garro y vicerrector a Martínez Pardo. Tres años funcionó el Colegio-Seminario, pues el 14 de febrero de 1868, la Santa Sede decretó la extinción de la silla episcopal de Antioquia y erección de la silla episcopal de Medellín, la cual debía conservar el título de la silla suprimida, denominándose Diócesis de Medellín - Antioquia. El Seminario funcionó en la Ciudad de Antioquia hasta finales de 1868 y durante los 38 años de funcionamiento en dicha ciudad solamente tuvo dos rectores; los canónigos José María Herrera de 1830 a 1848 y Lino Garro de 1850 a 1868.

### Traslado del Seminario a Medellín
Valerio Antonio Jiménez, primer obispo de Medellín-Antioquia, ordena el traslado del seminario a Medellín por medio del decreto del 30 de noviembre de 1868, parte del documento dice:  “...se dispuso la supresión de la silla episcopal en la ciudad de Antioquia y su erección en la ciudad de Medellín y debiendo ser esta última la residencia ordinaria del Obispo y por cuanto el Seminario conciliar debe estar inmediato al Prelado para que pueda vigilarlo personalmente y llenar de esta manera los elevados fines que se propuso el Santo Concilio de Trento cuando dispuso el establecimiento de estos planteles bajo la inspección de los Obispos...”. En los tres artículos indica: 1. Ordena el traslado y la organización oportuna por el obispo. 2. Suspende a todos los empleados del Seminario de Santa fe da Antioquia y lo encarga mientras tanto al vicario general Pbro. José Joaquín Isaza Ruiz. 3. Que se comunique a los empleados del Seminario y a los vicarios foráneos para que estos a su vez lo den a conocer a los párrocos. El Seminario que ya tenía sus raíces históricas en Santa Fe de Antioquia no se disuelve, sino se traslada a Medellín con su patrimonio. 
La realización de este decreto tuvo bastantes dificultades sobre todo en cuanto a las rentas y bienes que poseía el seminario en Antioquia; en cuanto a los alumnos, en realidad el seminario en Medellín empezó con 125 seminaristas de los cuales solo 17 venían de Santa Fe de Antioquia o sea que la gran mayoría fue personal nuevo que provenía de los colegios que había ordenado Riaño se abrieran durante las persecuciones para formar a los jóvenes que aspiraban al sacerdocio, como lo fue el colegio de la Santísima Trinidad fundado por el pbro. Isaza en La Ceja.
El primer local que ocupó el seminario en Medellín se localizó en el centro de la ciudad, en la calle 48 con la carrera 45, en este local funcionó hasta 1872 cuando fue trasladado al segundo local que el pbro. José Ignacio Montoya consiguió en la calle Caracas con carrera Palacé buscando estar más cerca de la Iglesia de La Candelaria, que en aquella época era el templo catedralicio y sobre todo estar cerca de la nueva catedral en construcción. La segunda sede fue ampliada en la administración del obispo Herrera Restrepo, se le construyó un segundo piso en una parte. el seminario funcionó en este local hasta 1928.

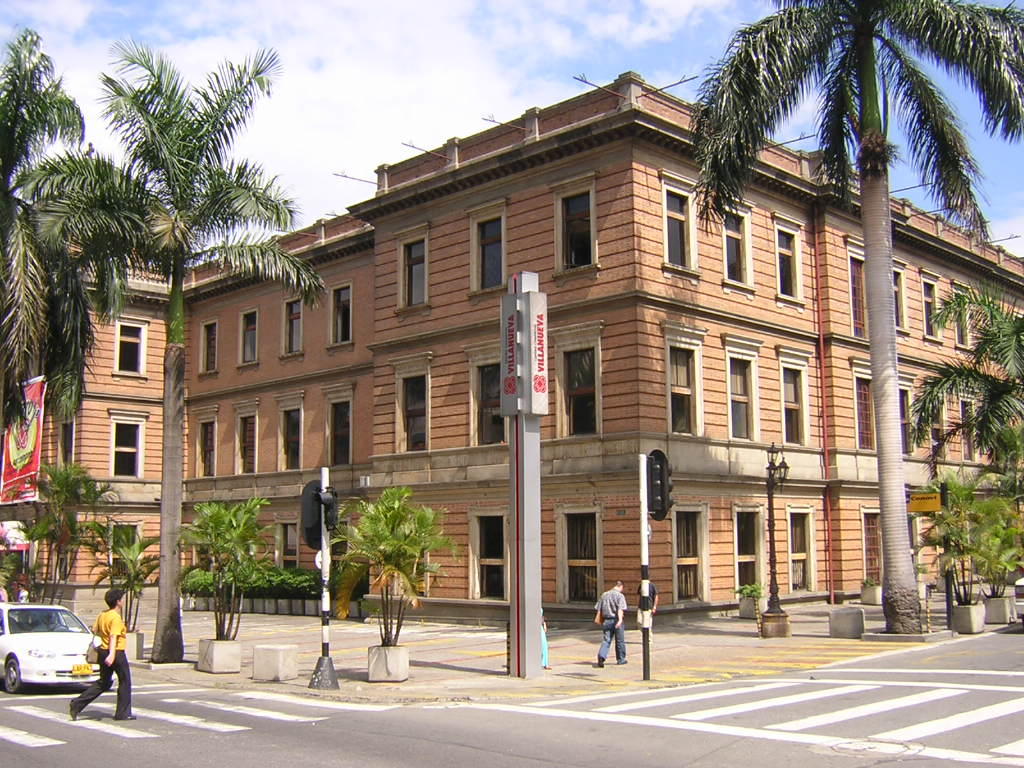
Tercera sede del seminario, hoy funciona el centro comercial Villanueva y la curia en el tercer piso.

La tercera sede del seminario fue construido en la administración del arzobispo Caycedo entre 1919 y 1928. La edificación fue diseñada por el arquitecto italiano Giovanni Buscaglione, hermano salesiano, a quien también se le encargó las obras decorativas de la nueva Catedral (diseñó el baldaquino, los altares, el púlpito, el Coro y demás obras ornamentales del templo). El seminario funcionó en esta edificación hasta principios de 1962 o sea 33 años, pues una parte del complejo arquitectónico fue demolido para dar paso a la Avenida Oriental, actualmente es la sede de la curia arquidiocesana en el tercer piso y del centro comercial Villanueva en las demás dependencias.
En julio de 1957, la arquidiócesis compró la finca la Polka al oriente de la ciudad, en el sector llamado Loreto, para construir una nueva sede para el seminario. El arzobispo Tulio Botero Salazar nombra como rector a Eugenio Restrepo Uribe y le encomienda la construcción del nuevo local. El 26 de febrero de 1959 el arzobispo Botero Salazar aprobó las condiciones que debía tener el nuevo edificio. No se abrió concurso sino que se pidió a firmas la realización de planos para luego escoger. Las firmas fueron las de los señores Nel Rodríguez y Luís David Velásquez y la de Cárdenas y Vásquez. Para el mes de mayo ya habían entregado anteproyecto. Surgieron discrepancias entre el arzobispo y el rector, pues el prelado prefería los de Cárdenas y el rector los de Rodríguez. 

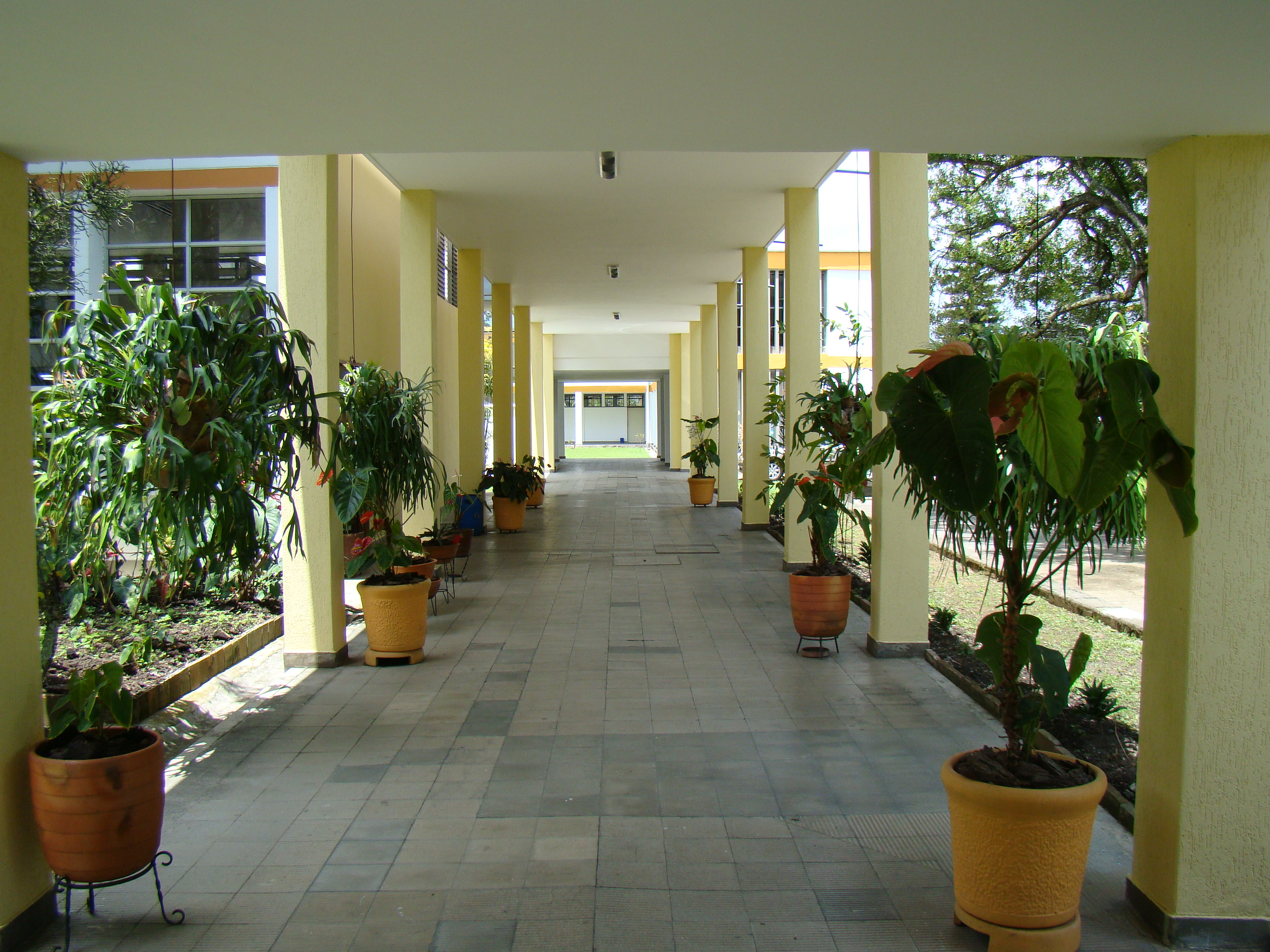
Pasillo principal de la actual sede.

El Arzobispo guardo los planos, para más tarde analizarlos con la Junta de arquitectura compuesta por el padre Eduardo Diez, los arquitectos Ignacio Vieira Jaramillo y Guillermo Duque y el ingeniero Omar Córdoba. La junta dio el concepto favorable a los de Rodríguez y el 13 de octubre Botero Salazar aprobó ese proyecto y ordenó el comienzo de la construcción. Para el mes de marzo de 1960 se contrataron los planos completos con los arquitectos Rodríguez y Vásquez y con la interventoria del arquitecto Vieira. Las firmas constructoras fueron solidariamente Ingeniería e construcciones y Colombiana de Construcciones. El calculista fue Bernardo Villegas y el estudio de suelos lo realizó Josué Gutiérrez de la firma Integral. Desde 1958 se venían realizando obras preliminares como movimiento de tierras, vías de acceso al terreno del proyecto, siembras de 180.000 pinos, ramadas, acueducto, alcantarillado, tejas etc.
El complejo arquitectónico fue construido rápidamente, para febrero de 1962 estaba ya de ocupar como en efecto se hizo, se construyó en menos de tres años. Su costo total fue de siete millones de pesos, Eugenio intensificó las campañas de las Semanas Pro-Seminario, para la recolección de fondos.
El traslado se realizó en esa misma fecha, fue organizado por el mismo padre Eugenio, cada seminarista debía tener listas sus pertenencias, todo estaba debidamente señalizado, el edificio, las celdas, las llaves. El traslado implicaba grades cambios en la parte disciplinaria. Los sacerdotes y seminaristas tenían sus celdas en cada uno de los bloques con servicios individuales. La celda ya no sería únicamente el lugar de dormitorio sino también de estudio. Antes, en el local del edificio que se abandonaba, los dormitorios eran comunes, los baños eran en el primer piso y se utilizaban por turnos durante el día, los servicios de lavamanos para la afeitada y el arreglo personal eran también comunes. La responsabilidad personal en la formación ya tenía que ser mayor, la vigilancia por parte de los superiores era más difícil. Quedaban como servicios comunes la capilla, el comedor, el aula máxima y la biblioteca.

## Espacio físico

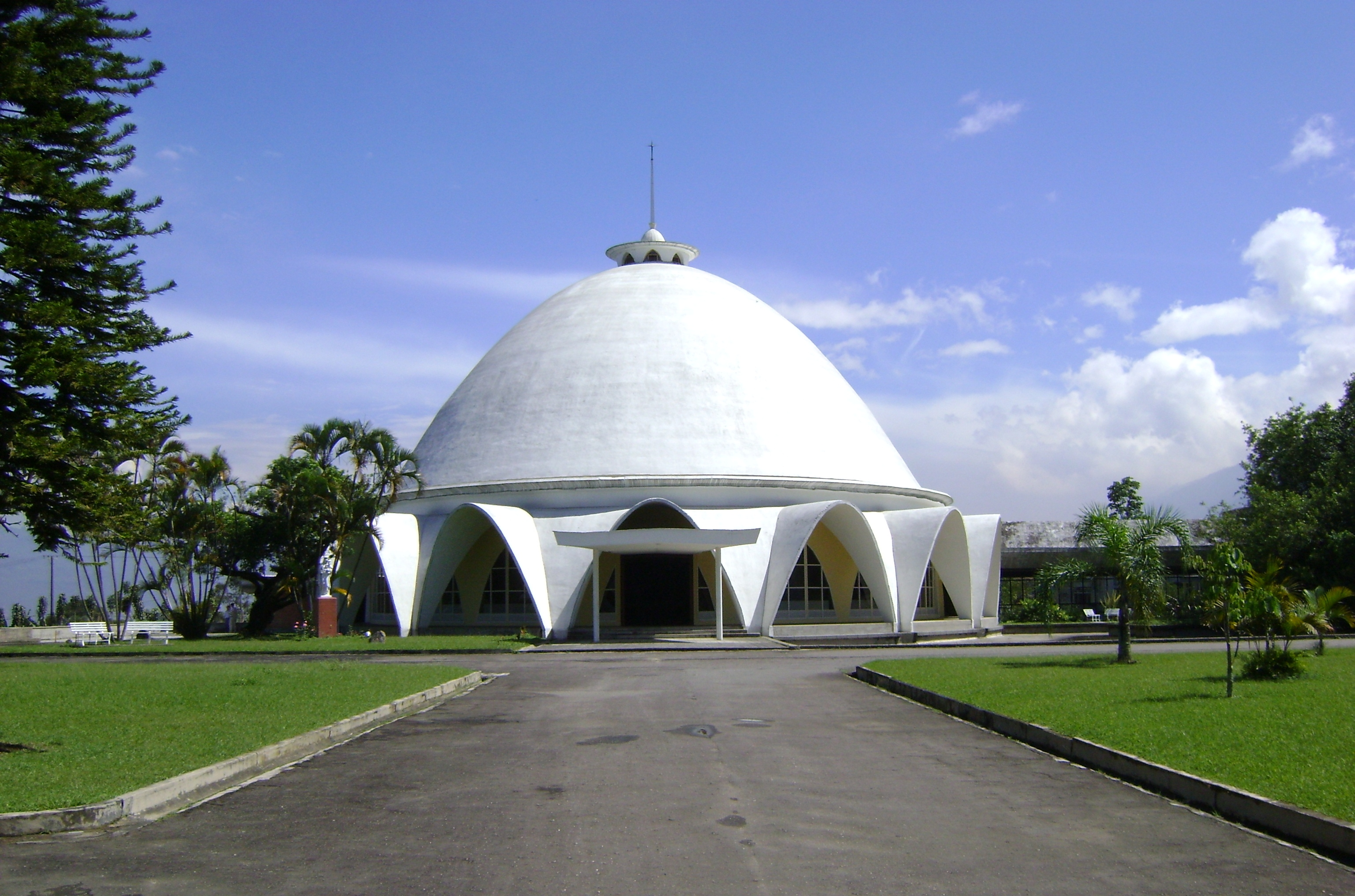
Capilla mayor del seminario.

La actual sede del seminario se localiza en la ladera de las montañas orientales de la ciudad, en el sector llamado Loreto. La sede es en complejo arquitectónico que cuenta con 20.000 m² de área construida, y amplias zonas verdes.
El complejo cuenta con las siguientes dependencias: templo en forma de cúpula y planta circular, bloque de administración, cuartos de huéspedes en la entrada, edificio de aulas para la actividad académica, biblioteca, auditorio y teatro. Estas edificaciones, unas son de en un piso y otras de dos. Cuatro bloques de dormitorios con cuartos individuales cada uno con servicios privados, en total cuentan con 250 habitaciones, algunos de estos bloques tienen salones aprovechando el desnivel del terreno. Las demás dependencias son: comedor, cocina, un gran patio cubierto, zona deportiva y una piscina.
El seminario tiene un estilo moderno con algunos detalles de art decó. Su diseño trató de emplear al máximo la luz natural, relacionando el interior con el exterior por medio de ventanales y corredores abiertos. En el diseño del complejo predominan las líneas rectas y vértices cerrados, solo la Capilla Mayor rompe con esa linealidad. El templo es la volumetría más destacada del seminario, su principal característica es su forma esférica, la cual se asemeja a un cáliz invertido, y puede ser visto desde diferentes partes de la ciudad.

## Escudos del seminario

### Primer escudo 1851 - 1962

Primer escudo del seminario.

El primer escudo del seminario fue dado por Domingo Antonio Riaño por medio del decreto del 5 de enero de 1855, ya que toda institución debe contar con un distintivo que lo identifique.

### Segundo escudo 1962

Actual escudo del seminario.

Cuando el Seminario Mayor se trasladó a las nuevas instalaciones de Loreto en 1962, significó un cambio radical en muchos aspectos de la formación que se tenía en la institución desde ya hace mucho tiempo, por tal razón el entonces rector Mons. Eugenio Restrepo Uribe quiso que el escudo con el cual el Seminario se identifica fuera cambiado. El actual escudo está formado de la siguiente manera:

Escudo partido. Primer cuartel, campo de oro (amarillo), monograma de Cristo de sable (negro). Segundo cuartel, campo de sable, espiga de trigo de oro. Al timbre, cruz arzobispal y en la parte inferior la divisa con el nombre de la institución.

Las palabras explicativas que Restrepo Uribe dio sobre el nuevo escudo fueron:

“El escudo actual esta dividido en dos partes iguales esmaltadas en oro y sable, el escudo ostenta el antiquísimo monograma, estilizado, de la adorable Persona de Jesús, cuyo Corazón Sacratísimo ha sido patrono del Seminario; también la mies abundante que invita a una preparación consciente de los operarios. El oro, símbolo de la luz y el sable, símbolo de la ciencia, traduce la fecunda acción Divina y humana que a través del Corazón de Cristo culminara algún día en el sacerdocio, con la cooperación generosa del Seminarista”.

Mons. Eugenio Restrepo Uribe.